# Сан Матео (Асти)
Сан Матео је насеље у Италији у округу Асти, региону Пијемонт.
Према процени из 2011. у насељу је живело 479 становника. Насеље се налази на надморској висини од 204 м.